# Золотий глобус (роман)
Золотий глобус (англ. The Golden Globe) — науково-фантастичний роман американського письменника Джона Варлі 1998 року. Події книги відбуваються через кілька років після завершення «Сталевого пляжу». Роман був номінований на звання Найкращого науково-фантастичного роману на премії Locus у 1999 році.

## Сюжет
Події Золотого Глобуса розгортаються у всесвіті "Восьми світів" Варлі. Сонячна система була колонізована людьми, що втекли від інопланетян (відомих як "Загарбники"). Земля та Юпітер залишаються закритими для людства, але Місяць і інші планети та супутники Сонячної системи заселені. Також існують невеликі колонії в Хмарі Оорта за межами Сонячної системи. Історія Золотого Глобуса спочатку подається від першої особи, але значна частина книги складається з розширених ретроспектив.
Сам Золотий Глобус — це Луна, Місяць Землі, найщільніше заселений світ у Сонячній системі з часів, коли Загарбники знищили людську цивілізацію на Землі.
Роман починається з розповіді від першої особи про пригоди Валентайна у віддалених світах Сонячної системи, коли він намагається дістатися до Луни, щоб зіграти Короля Ліра в майбутній постановці. Валентайн — майстерний актор і досвідчений аферист. Саме завдяки своїй шахрайській майстерності він потрапляє у немилість до мафії з Харона, очолюваної холоднокровним і непереможним кілером Ізамбардом Комфортом.
Історія переривається кількома тривалими ретроспективами, в яких ми дізнаємося, що батько Валентайна, надзвичайно егоїстичний і владний театральний актор, майже з самого народження готував свого сина до акторської кар'єри. Саме егоїзм і одержимість сценою з боку старшого Валентайна задають тон багатьом ретроспективам.
Поки батько проходить прослуховування на роль, залишивши молодого Кеннета в приймальні, Валентайн трохи відходить і випадково потрапляє на прослуховування для нового дитячого пригодницького шоу «Спаркі і його команда», де його затверджують на головну роль. У міру зростання популярності шоу, батько Валентайна все більше втручається, що стає проблемою як для його сина, так і для продюсерів шоу.
У цих ретроспективах ми дізнаємося, що старший Валентайн піддає сина жорстокому та потенційно смертельному насильству. Це показано дуже реалістично, і здається, що батько усвідомлює, але не може контролювати свою майже вбивчу лють.
Іноді, як у головній історії, так і в ретроспективах, Валентайн зустрічається з таємничим персонажем на ім'я Елвуд. У наративі не зовсім ясно, що він за істота; однак у міру розвитку роману і в теперішньому часі, і в ретроспективах, його більше ідентифікують як Елвуда П. Доуда, котрий дуже схожий на актора Джеймса Стюарта, який грав персонажа з таким же іменем у фільмі Гарві.
Хоча читач поступово починає вважати, що Елвуд є плодом уяви Валентайна, кульмінаційна сутичка між Валентайном і його батьком розмиває це розмежування. Проте Валентайн сам розповідає про свої ретроспективи та прямо заявляє, що може бути ненадійним оповідачем ненадійний наратор.
З основної історії та ретроспектив ми дізнаємося, що Валентайн убив (або вважав, що вбив) свого батька. У основній сюжетній лінії він, після 70 років у бігах, зрештою постає перед судом за це вбивство, і його справа розглядається Центральним комп'ютером Луни. Генетичні тести показують, що Валентайн насправді є клоном свого батька (ще один доказ маніакальної самозакоханості батька). Оскільки клонування на момент убивства було незаконним, Центральний комп'ютер оголошує, що злочину не було, оскільки єдиним законним засобом захисту на той час було знищення одного з клонів.
Наприкінці роману Валентайн повідомляє, що він повернув свій статок, накопичений від доходів його дитячого шоу, який був недоступний йому під час перебування у бігах. Це робить його найбагатшою людиною у Сонячній системі. Використовуючи це нове багатство, він вирішує приєднатися до Гайнлайнерів, групи самітних лібертаріанських ідеалістів, які будують зореліт і планують вирушити до зірок.